# TAROM
TAROM (kurz für Transporturile Aeriene Române) ist die staatliche Fluggesellschaft Rumäniens mit Sitz in Bukarest und Basis auf dem Flughafen Bukarest Henri Coandă. Sie ist Mitglied der Luftfahrtallianz SkyTeam sowie des Vielfliegerprogramms Flying Blue.

## Geschichte

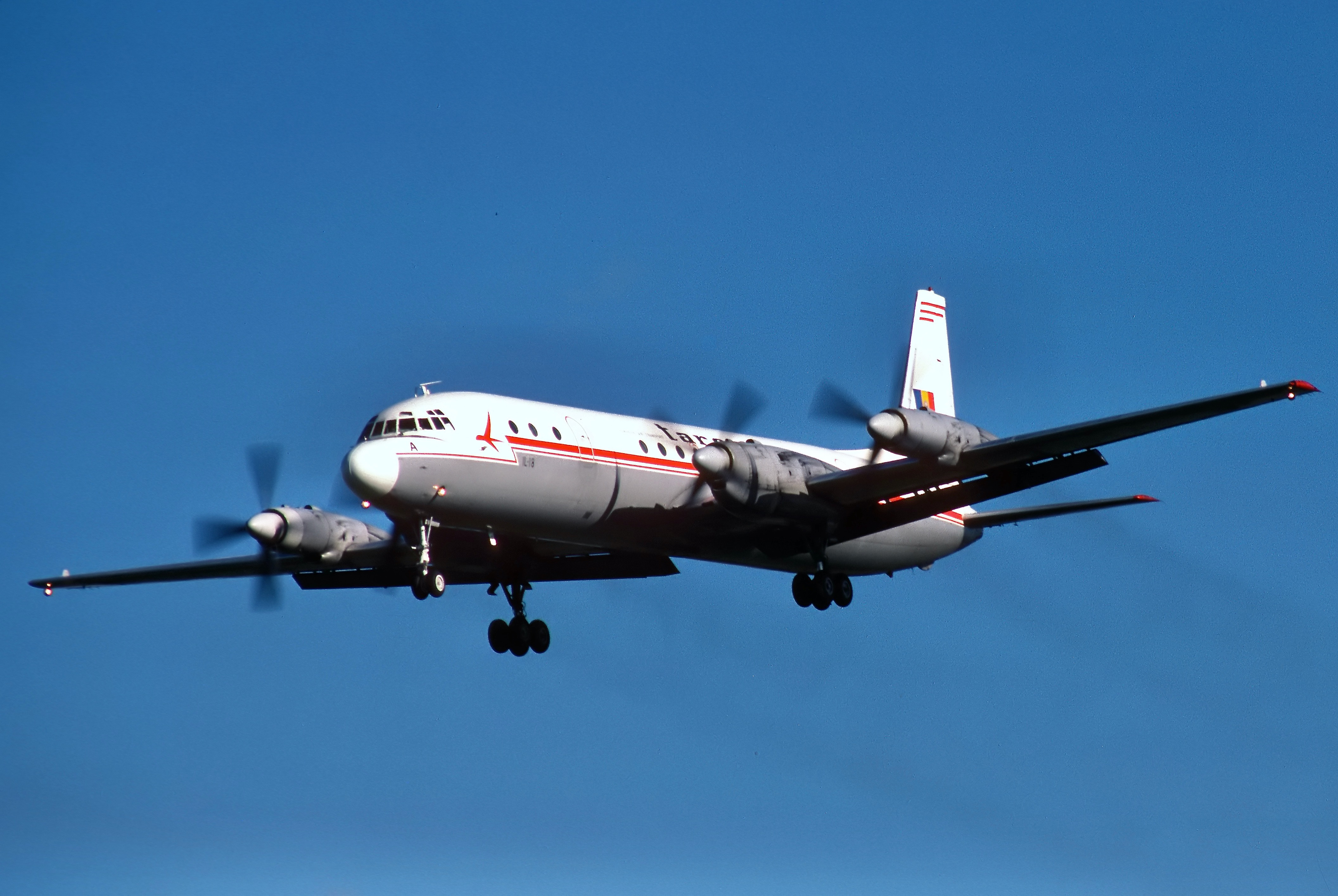
Iljuschin Il-18 der TAROM im Jahr 1989

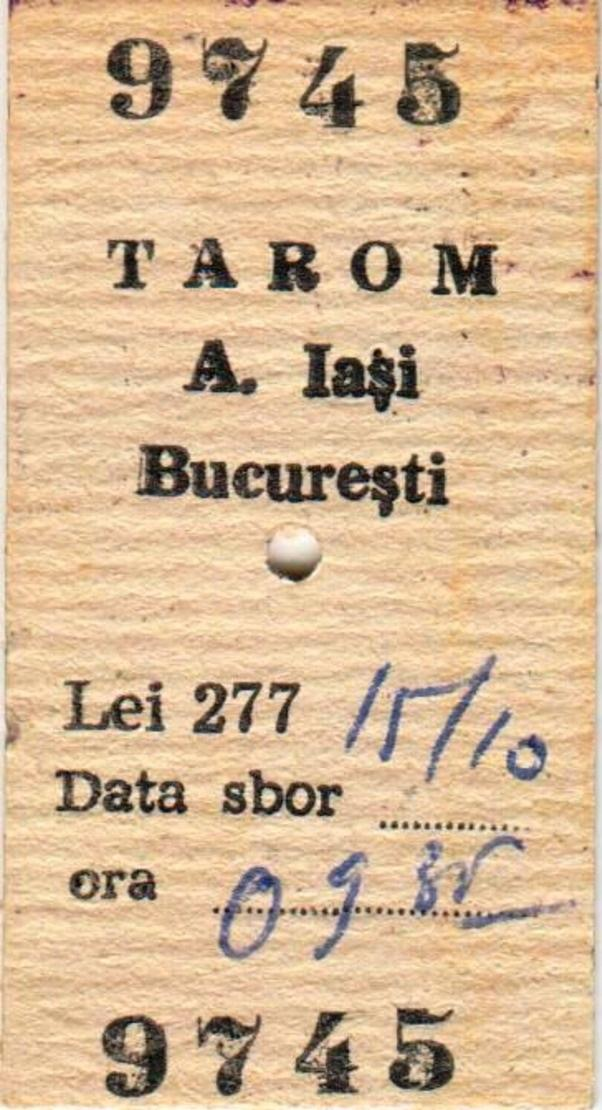
TAROM-Ticket von Iași nach Bukarest aus den 1980er Jahren, basierend auf einer Edmondsonschen Eisenbahnfahrkarte

Vorgänger von TAROM ist die 1920 gegründete CFRNA (Compagnie franco-roumaine de navigation aérienne). Zum Einsatz kamen Maschinen des französischen Herstellers Potez für die Passagier- und Postlinienverbindung von Bukarest nach Paris, mit mehreren Zwischenlandungen in europäischen Metropolen. Im Jahr 1926 wurde der Name in CIDNA geändert, 1928 in SNNA (Serviciul Național de Navigație Aeriană) und 1930 in LARES (Liniile Aeriene Române Exploatate de Stat). Im Jahr 1937 erfolgte der Zusammenschluss mit dem Mitwettbewerber SARTA (Societatea Romănâ de Transporturi Aeriene).
Nach dem Zweiten Weltkrieg, am 8. August 1945, folgte die Neugründung als rumänisch-sowjetische Fluggesellschaft TARS (Transporturi Aeriene Româno-Sovietice). Beide Staaten hielten je 50 % Anteile an der Gesellschaft. Der sowjetische Anteil wurde am 18. September 1954 von der rumänischen Regierung übernommen, und die Gesellschaft erhielt den heutigen Namen TAROM.
Bis 1960 bestand das Streckennetz hauptsächlich aus nationalen und europäischen Verbindungen. Im Jahr 1966 erfolgte der erste Trans-Atlantik-Flug und 1974 die erste Linienverbindung nach New York. Die Strecken wurden mit Maschinen sowjetischer Bauart sowie mit Boeing 707 durchgeführt. In den 1990er-Jahren wurden die Maschinen durch Airbus A310 ersetzt. Zwischen 2001 und 2003 wurden alle Langstreckenverbindungen eingestellt.
Seit Juni 2010 ist TAROM Vollmitglied der Luftfahrtallianz SkyTeam. Kurz zuvor war bereits das bisherige Vielfliegerprogramm Smart Miles durch Flying Blue von Air France-KLM ersetzt worden.
Im Zuge der Restrukturierungsmaßnahmen hat Tarom im Mai 2017 zwei neue 737-800 in Betrieb genommen. Diese werden für zehn Jahre geleast. Außerdem gab der Transportminister bekannt, Langstreckenflüge wieder aufzunehmen. Erste Ziele sollen Peking, Washington D.C., New York, Chicago und Montréal sein. Für das Jahr 2017 erwartete die Gesellschaft gleichzeitig den zehnten Jahresverlust in Folge. Sowohl Wizz Air als auch Blue Air hatten als flexible Wettbewerber die in einem politischen Korsett eingeengte Tarom überholt. Der Geschäftsleitungsvorsitzende Eugen Davidoidu trat im August 2017 ab. Die Regierung bestimmte einen Nachfolger, der nach wenigen Wochen wieder auf seinen Pilotenposten zurückkehrte. Der Aufsichtsrat besetzte den CEO-Posten daraufhin im Oktober 2017 mit Daniela Dragne, vorsichtigerweise mit einem verlängerbaren 30-Tage-Vertrag.
Nach eineinhalb Jahren wurde der Vorstandsvorsitzende Werner-Wilhelm Wolff Anfang April 2019 entlassen. Dabei wurden ihm die horrenden Verluste der Airline sowie auch deutlich überhöhte Managementgehälter vorgeworfen. Während seiner Amtszeit war ein Großteil der Flugzeuge aufwändig instand gehalten und modernisiert worden, um längere Ausfälle einzelner Flugzeuge zu vermeiden und den Investitionsstau vergangener Jahre abzubauen. Interimsmäßig führte Florin Susanu das Unternehmen. Im Juni 2019 gab die Fluggesellschaft bekannt, ihre teilweise bis zu 20 Jahre alten ATR 42-500 durch modernere ATR 72-600 zu ersetzen. Die Flugzeuge sollten dabei von Nordic Aviation Capital geleast werden und überwiegend auf Inlandsstrecken zum Einsatz kommen. Zeitgleich wurde eine Neuordnung der Mitarbeiterstruktur angestoßen mit Entlassungen von bis zu 300 Mitarbeitern, davon viele im Management. Flughafenbüros wurden in ihrer Größe reduziert (z. B. München) oder geschlossen. Ende des Jahres betrug der Verlust 44 Millionen Dollar, während eine weitere CEO, Madalina Mezei, bereits im Oktober wieder abgelöst worden war.

## Logo

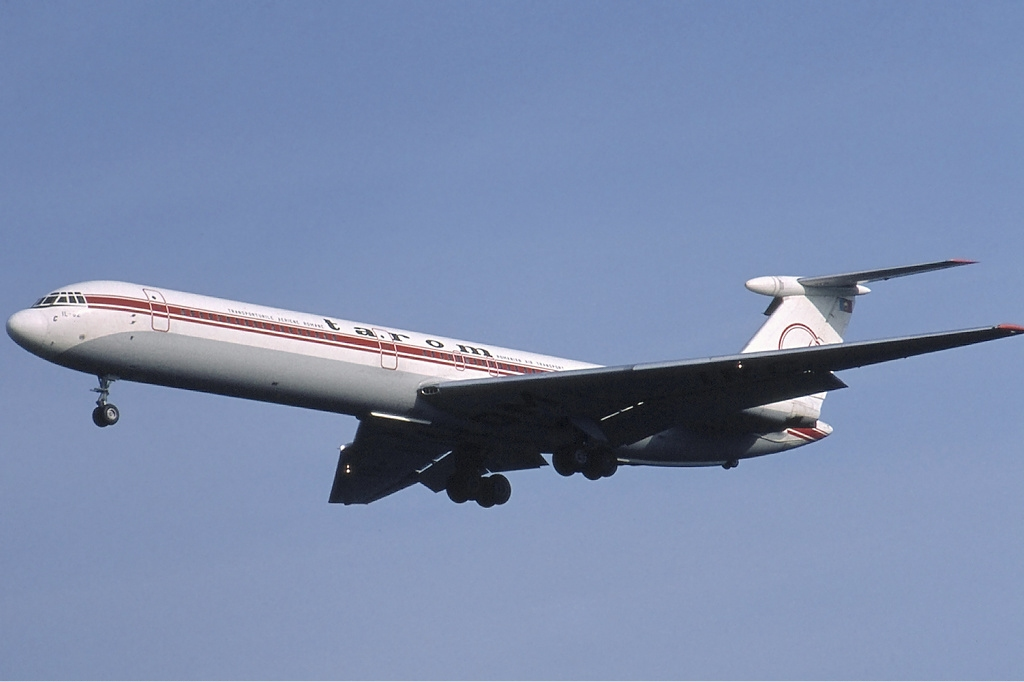
Eine IL-62 der TAROM, Düsseldorf 1982

Seit 1954 hat Tarom eine fliegende Schwalbe als Logo. In den 1970er Jahren war sie rot, später verwendete man die blaue Farbe. Das aktuelle Aussehen hat das Logo seit 2006.

## Flugziele
TAROM bedient neben mehreren Zielen innerhalb Rumäniens Flugziele in Europa und dem Nahen Osten. Ziele im deutschsprachigen Raum sind Frankfurt, Hamburg, München, Stuttgart und Wien. Langstrecken, wie beispielsweise zuletzt in die USA, werden derzeit nicht mehr angeboten.
Codesharing
TAROM unterhält Codeshare-Abkommen mit den Gesellschaften des SkyTeams sowie mit Air Baltic, Air Serbia, Austrian Airlines, Brussels Airlines, Bulgaria Air, ITA Airways und Royal Jordanian.

## Flotte

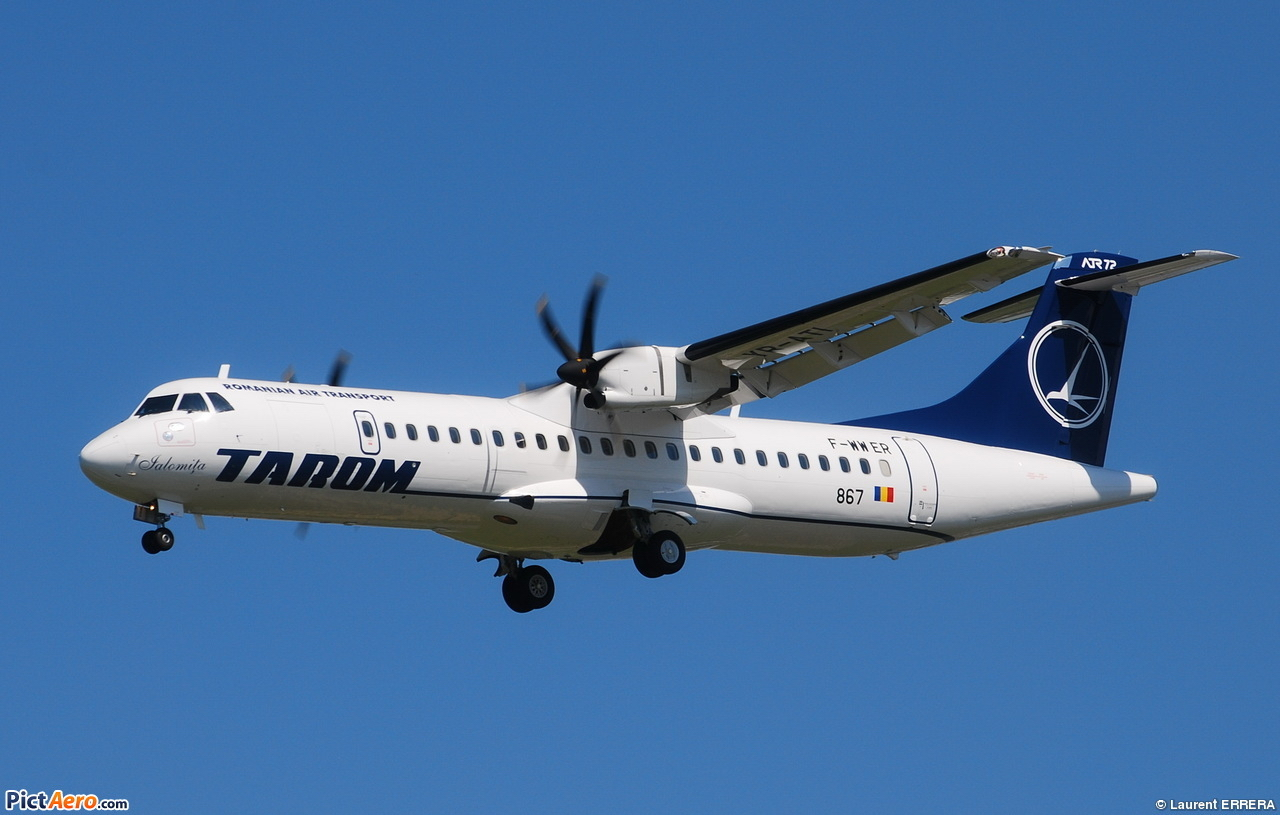
ATR 72-500 der TAROM

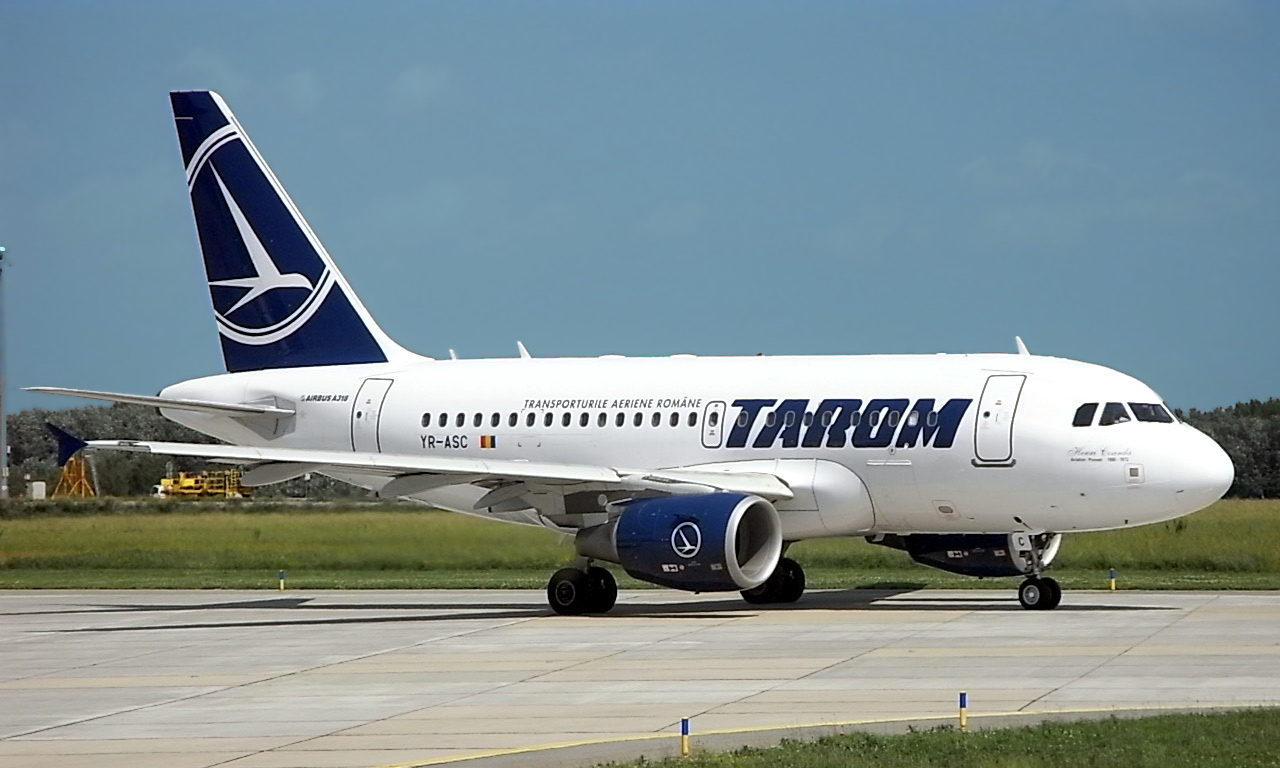
Airbus A318-100 der Tarom

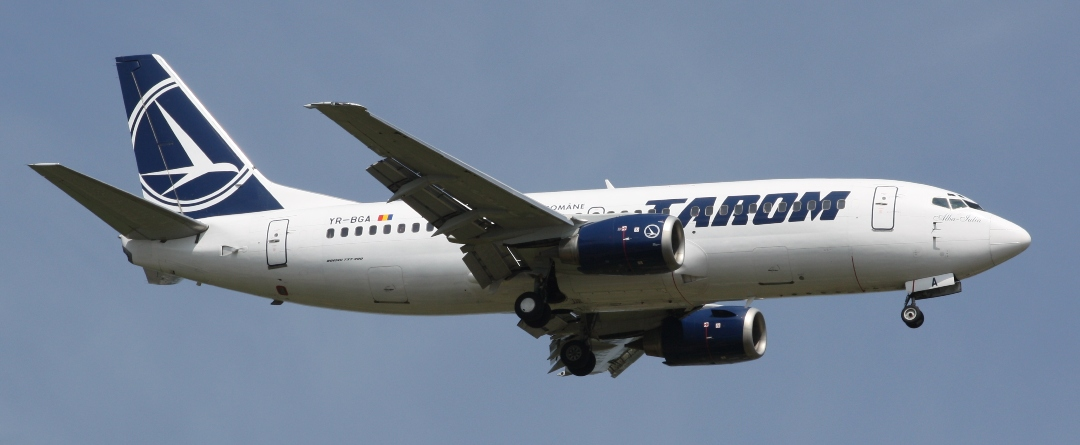
Boeing 737-300 der Tarom

### Aktuelle Flotte
Mit Stand April 2025 besteht die Flotte der TAROM aus 14 Flugzeugen mit einem Durchschnittsalter von 13,1 Jahren:
| Flugzeugtyp      | Anzahl | bestellt | Anmerkungen                             | Sitzplätze (Business/Eco) | Durchschnittsalter |
| ---------------- | ------ | -------- | --------------------------------------- | ------------------------- | ------------------ |
| ATR 72-500       | 02     |          | eine inaktiv                            | 68 (-/68)                 | 08,9 Jahre         |
| ATR 72-600       | 04     | 2        |                                         | 72 (-/72)                 | 08,9 Jahre         |
| Boeing 737-700   | 04     |          | mit Winglets ausgestattet; zwei inaktiv | 116 (14/102)              | 22,8 Jahre         |
| Boeing 737-800   | 04     |          | mit Winglets ausgestattet               | 189 (-/189) 160 (16/144)  | 09,9 Jahre         |
| Boeing 737 MAX 8 |        | 7        |                                         | 189 (-/189)               |                    |
| Gesamt           | 14     | 9        |                                         |                           | 13,1 Jahre         |

### Aktuelle Sonderbemalungen
| Flugzeugtyp    | Luftfahrzeugkennzeichen | Bemalung                                                 | Zeitraum                                                                   | Bild |
| -------------- | ----------------------- | -------------------------------------------------------- | -------------------------------------------------------------------------- | ---- |
| Boeing 737-700 | YR-BGF                  | „SkyTeam“                                                | seit März 2011                                                             |      |
| Boeing 737-700 | YR-BGG                  | „Happy 66 years“ „55 Years Anniversary“ „Happy 60 years“ | seit März 2020 Dezember 2008 bis Dezember 2013 Dezember 2013 bis März 2020 |      |

### Ehemalige Sonderbemalungen
| Flugzeugtyp | Luftfahrzeugkennzeichen | Bemalung  | Zeitraum                 | Bild |
| ----------- | ----------------------- | --------- | ------------------------ | ---- |
| ATR 42-500  | YR-ATC                  | „SkyTeam“ | April 2012 bis März 2020 |      |

### Ehemalige Flugzeugtypen

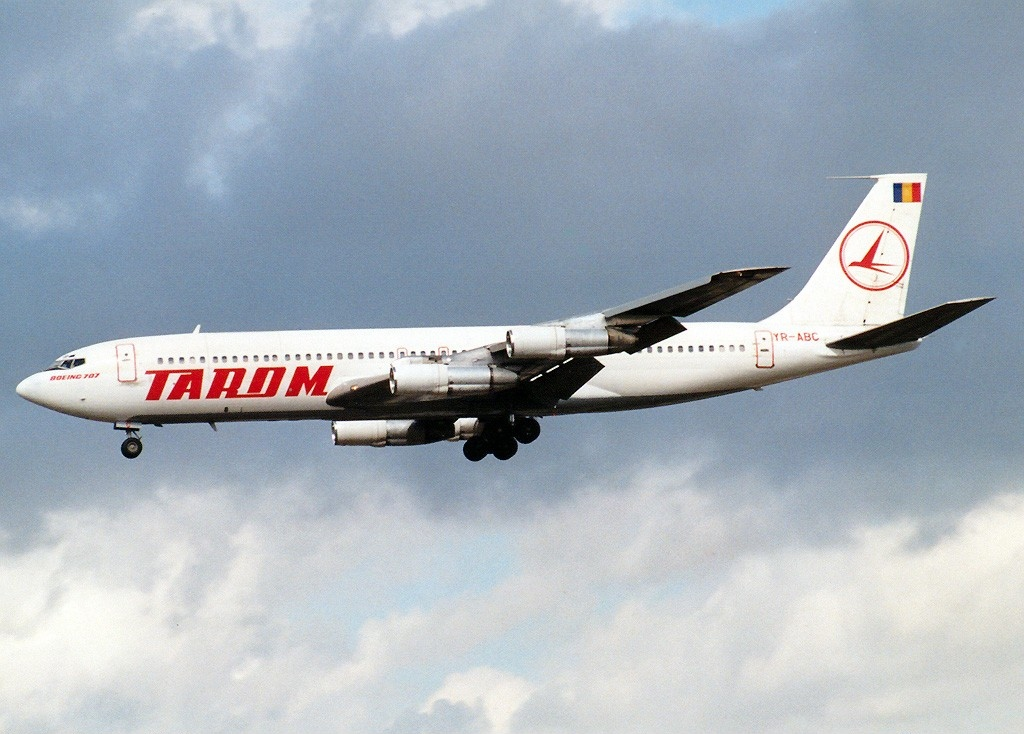
Eine Boeing 707 der TAROM, 1990

Zuvor setzte TAROM auch folgende Flugzeugtypen ein:
- Airbus A310
- Airbus A318
- Antonow An-2
- Antonow An-24
- Antonow An-26
- ATR 42-500
- BAC 1-11
- Boeing 737-300
- Boeing 707
- Iljuschin Il-14
- Iljuschin Il-18
- Iljuschin Il-62
- Lissunow Li-2
- McDonnell Douglas DC-10
- Tupolew Tu-154

Am 29. Oktober 2016 flog der letzte Airbus A310-300 der TAROM. Seither besitzt die Gesellschaft kein Großraumflugzeug mehr.

## Zwischenfälle
TAROM verzeichnete von 1960 bis August 2020 insgesamt 25 Zwischenfälle mit Flugzeugverlusten. Bei 14 davon kamen 262 Menschen ums Leben. Auszüge:
- Am 16. Juni 1963 kam es aufgrund eines Fehlers im Kraftstoffsystem zum Brand an einer Iljuschin Il-14P der TAROM (Luftfahrzeugkennzeichen YR-ILL), die sich auf dem internationalen Charterflug vom Flughafen München-Riem zum Flughafen Constanța befand. Die Iljuschin stürzte bei Békéssámson zu Boden, wobei alle 31 Insassen getötet wurden (siehe auch Flugunfall der TAROM bei Békéssámson).

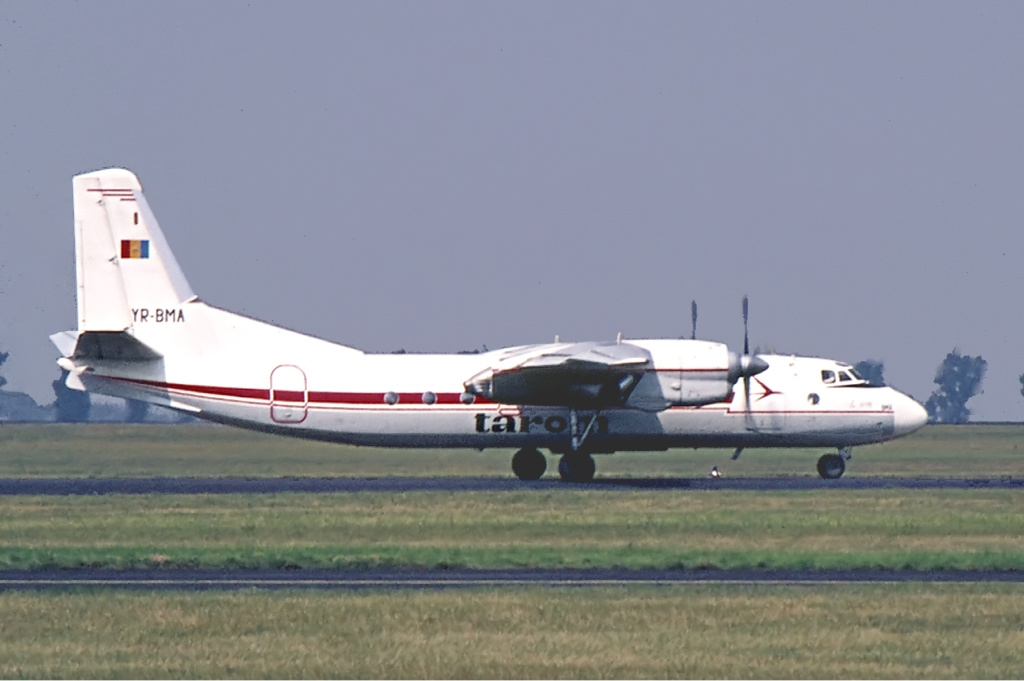
Eine An-24 der TAROM, 1975, baugleich mit den von 1970 bis 1986 verunglückten

- Am 9. Oktober 1964 wurde eine Iljuschin Il-14P der TAROM (YR-ILB) auf einem Inlandslinienflug von Timișoara nach Bukarest durch eine Gebirgsregion geflogen, in der heftige Abwinde herrschten, die die strukturelle Widerstandsfähigkeit der Maschine überschritten. Die Iljuschin brach daraufhin in der Luft auseinander und stürzte zu Boden, wobei alle 32 Insassen getötet wurden (siehe auch Flugunfall der TAROM bei Cugir).

- Am 4. Februar 1970 wurde eine auf einem im Auftrag der rumänischen Regierung durchgeführten Sonderflug von Bukarest nach Oradea befindliche Antonow An-24W der TAROM (YR-AMT) gegen einen verschneiten Berghang der Vlădeasa-Gebirgskette geflogen. Obwohl es ursprünglich acht Überlebende gegeben hatte, überlebte aufgrund der frostigen Temperaturen und eines um drei Tage verschleppten Rettungseinsatzes von den 21 Insassen an Bord nur ein Passagier den Unfall (siehe auch TAROM-Flug 35).

- Am 9. Dezember 1974 stürzte eine für Egypt Air betriebene Iljuschin Il-18D der TAROM (YR-IMK) 20 km nordwestlich des Flughafens Dschidda ins Rote Meer. Kurz nach dem Start war der Kontakt zur Besatzung abgebrochen. Alle 6 Insassen dieses Positionierungsfluges starben (siehe auch Flugunfall einer Iljuschin Il-18 der Egyptair bei Dschidda 1974).[24]

- Am 29. Dezember 1974 wurde eine Antonow An-24RV der TAROM (YR-AMD) auf dem Flug von Oradea nach Bukarest im Landeanflug zu einem Zwischenstopp am Flughafen Sibiu in die Lotrolui-Berge geflogen. Bei diesem CFIT (Controlled flight into terrain) wurden alle 33 Insassen getötet, Passagiere und Besatzung. Den Zwischenstopp soll ein hochrangiger lokaler Funktionär gefordert haben.[25]

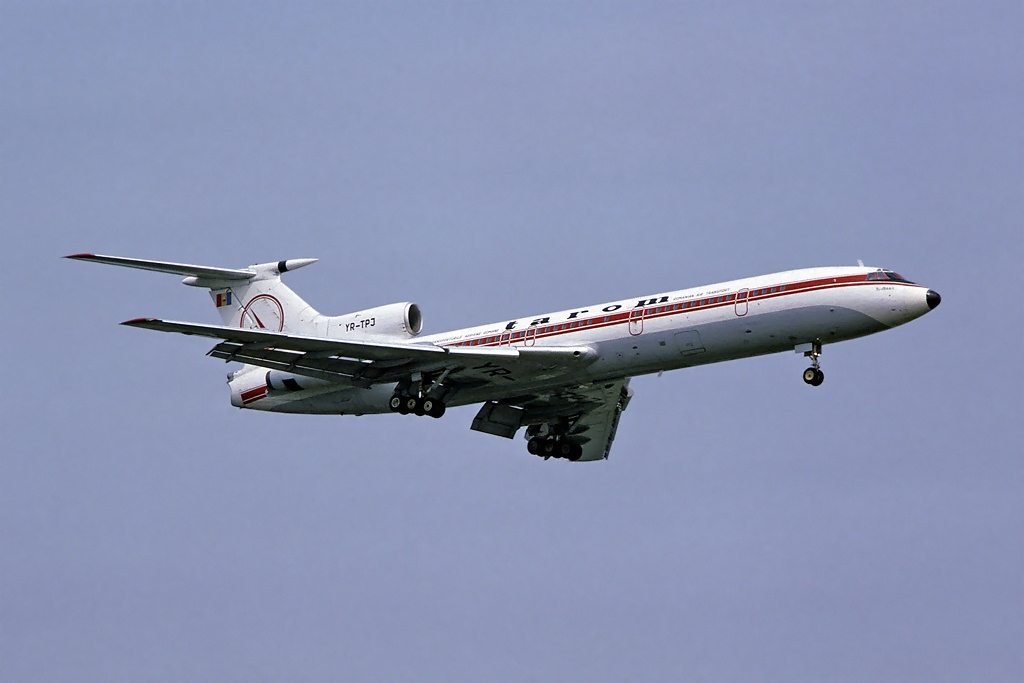
Eine Tu-154 der TAROM, 1983, baugleich mit der 1980 verunglückten

- Am 1. März 1976 verunglückte eine Iljuschin Il-14P der TAROM (YR-ILO) 1169 Meter westlich der Landebahn 09 des Flughafens Hermannstadt (Sibiu) (Rumänien). Nähere Einzelheiten sind derzeit nicht verfügbar. Von den 9 Insassen wurden 6 getötet. Das Flugzeug wurde zerstört.[26]

- Am 7. August 1980 setzte eine Tupolew Tu-154B-1 (YR-TPH) der TAROM bei der Landung in Nouadhibou (Mauretanien) vor der Landebahn auf und stürzte ins Meer. Es wurde ein Passagier getötet (siehe auch Flugunfall der TAROM bei Nouadhibou).[27]

- Am 5. September 1986 verunglückte eine auf dem Flughafen Bukarest-Otopeni gestartete Antonow An-24RW der TAROM (YR-AMF) bei der Landung auf dem Flughafen Cluj, als sie mit dem Bugfahrwerk zuerst aufgesetzt wurde, welches daraufhin zusammenbrach. Es kam zu einem Kurzschluss unter der Instrumententafel und Brand im Cockpit. Die beiden Flugbegleiterinnen konnten die 50 Passagiere evakuieren, jedoch war die dreiköpfige Cockpitbesatzung eingeschlossen und starb durch den Brand (siehe auch Flugunfall einer Antonow An-24 der TAROM am Flughafen Cluj).[28]

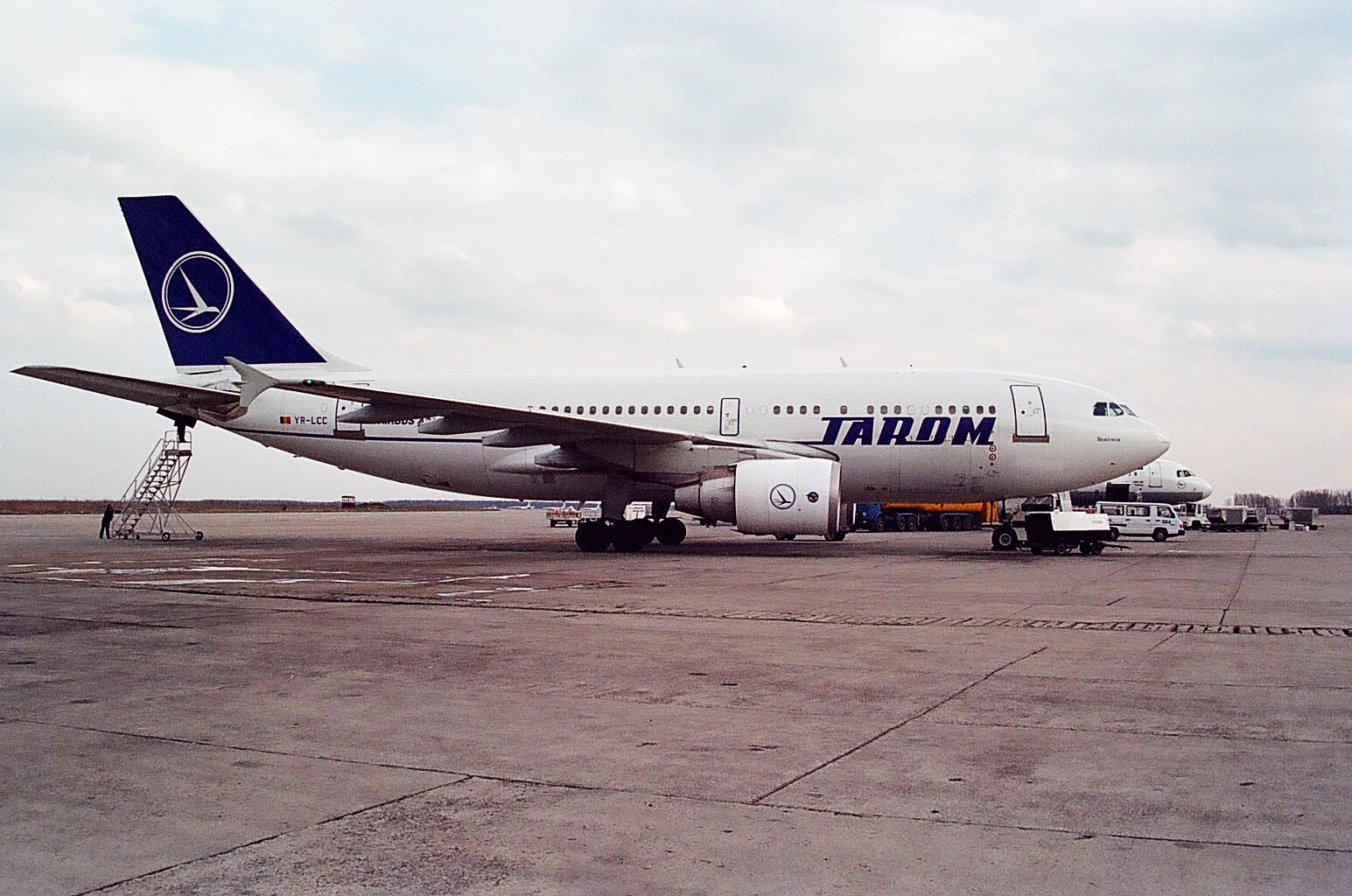
Der 1995 abgestürzte Airbus A310 der TAROM, 4 Tage vor dem Unfall

- Am 14. August 1991 kollidierte eine aus Bukarest kommende Frachtmaschine des Typs Iljuschin Il-18 der TAROM (YR-IMH) aufgrund eines zu tiefen Landeanflugs auf den Flughafen Timișoara mit bergigem Gelände. Bei diesem CFIT (Controlled flight into terrain) wurden alle neun Menschen an Bord getötet.[29]

- Am 31. März 1995 stürzte ein Airbus A310-300 der TAROM (YR-LCC) in der Nähe von Balotești auf dem Weg von Bukarest nach Brüssel kurz nach dem Start ab. Alle 60 Insassen starben. Im Abschlussbericht der Flugunfallermittler wurde die Bewusstlosigkeit des Kapitäns, der asymmetrische Schub der Triebwerke und das Unvermögen des Ersten Offiziers, die Folgen der ersten beiden Faktoren auszugleichen, als Unfallfaktoren festgestellt (siehe auch TAROM-Flug 371).[30]

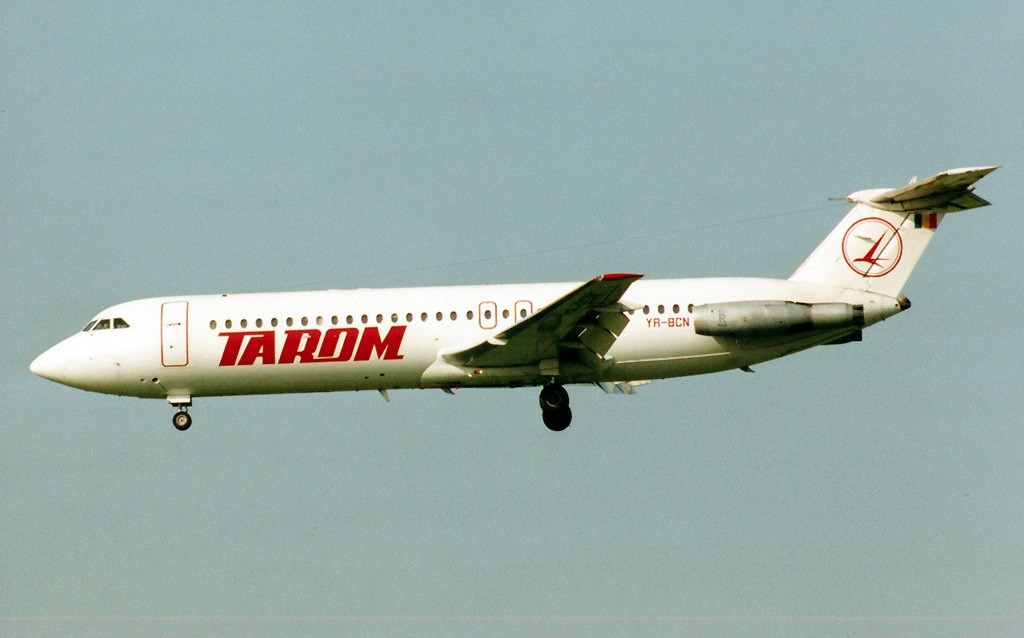
Eine BAC 1-11 der TAROM, 1992, baugleich mit den 1995 und 1997 verunglückten

- Am 30. Dezember 1995 setzte eine BAC 1-11 der TAROM (YR-BCO) hart auf der Landebahn in Istanbul auf, woraufhin das Bugfahrwerk einbrach und die Maschine seitlich von der Bahn rutschte. Es gab keine Todesopfer, die Maschine wurde jedoch irreparabel beschädigt.[31]

- Am 7. Juni 1997 schlug erneut eine BAC 1-11 der TAROM (YR-BCM) bei der Landung auf dem Flughafen Stockholm/Arlanda hart auf die Bahn auf und wurde strukturell irreparabel beschädigt.[32]

- Am 30. Dezember 2007 kollidierte eine Boeing 737-300 der TAROM (YR-BGC) in Bukarest während des Startlaufs in dichtem Nebel mit einem auf der Startbahn zurückgelassenen Baufahrzeug. Die Maschine wurde irreparabel beschädigt, unter den 123 Insassen gab es jedoch keine Todesopfer.[33]